# 타나카 마나미
타나카 마나미(일본어: 田中 真奈美 たなか まなみ[*])는 일본의 여성 성우. 히로시마현 출신. 프로덕션 바오밥 소속.